# Харди, Линда
Линда Харди (фр. Linda Hardy, род. 11 октября 1973 года, Нант, Франция) — французская актриса и модель.
Харди выиграла титул «Мисс Франция» в 1992 году, после чего сделала карьеру во французском кино, начав с фильма 1999 года «Recto/Verso», за которым последовала роль Шарлотты в телесериале «H» в 2000 году.
Наибольшую международную известность из её ролей к настоящему времени получила Джилл — женщина-инопланетянка с синими волосами и синими слезами, превращающаяся в человека, в научно-фантастическом фильме Энки Билала «Immortel (Ad Vitam)» (2004, в российском прокате — «Бессмертные: Война миров»).
Её последняя роль — в фильме «A House Divided» (в США — «Mount of Olives», 2006 год). Также у неё были роли в фильмах «Суфлёр» и «Derniere chance». Также она несколько раз появлялась на телевидении.